# Guyanagaster
Guyanagaster es un género de fungi de la familia Physalacriaceae family. El género es monotípico, incluyendo únicamente la especie devoradora de madera Guyanagaster necrorhiza. La especie, encontrada en las junglas del neotrópico de la Guayana no fue catalogada hasta el año 2010.